# North Nowhere
North Nowhere är ett studioalbum av det svenska bandet Mates of Mine. Det släpptes i Sverige i oktober 2008.

## Låtlista
1. Simon's Friend
2. The Heart In All That Matters
3. Live Your Life
4. Stop
5. I See You
6. Transistor Radio
7. Price To Pay
8. Sitting By The Ocean
9. Carry On
10. Soon Be Gone
11. Little Kid
12. Reunion

Under sommaren 2009 släpptes även albumet på Spotify och iTunes för digital försäljning i Europa samt Amerika.